# Fusarium culmorum
Fusarium culmorum (ongeslachtelijke fase) is een schimmel uit het geslacht Fusarium. Fusarium culmorum is wijdverbreid in de gematigde gebieden. De soort komt in de bodem voor en leeft als parasiet op granen. Het veroorzaakt vaak een voet- of aarziekte. Fusarium culmorum kan ook anjer, hop, prei, aardbei en fijnspar aantasten. Verminderde kieming werd ook waargenomen bij sorgo.
Fusarium culmorum kan steroïden en mycotoxinen produceren zoals moniliformin, deoxynivalenol en verwante trichothecenen, fusarin C en zearalenone. Nog niet alle gifstoffen zijn geïdentificeerd. De biosynthese lijkt gevoelig te zijn voor temperatuur. Fusarium culmorum wordt ook geassocieerd met dermatitis bij mensen.
Fusarium culmorum vormt op anjerblad-agar (CLA) vrij vaak macroconidia op oranje, sikkelvormige tot maanvormige sporodochia. Fusarium culmorum groeit zeer snel op aardappel-dextrose-agar (PDA) en produceert overvloedige sporodochia in een grote centrale sporenmassa van één tot twee centimeter groot, die eerst bleek-oranje kleurt en vervolgens bij het ouder worden (donker) bruin kleurt. Sporenringen kunnen ook worden gevormd onder veranderende kweekomstandigheden (licht, temperatuur). De meeste stammen vormen rode pigmenten in de agar, maar sommige ook olijfbruine.
Het dikwandige macroconidium is kort en gedrongen, 20 tot 30 µm lang en is meestal drie tot vier keer gesepteerd. Terwijl de rugzijde gebogen is, is de buikzijde bijna recht. De apicale cel is afgerond en stomp. De basale cel is voorzien van inkepingen. De macroconidia zijn meestal erg uniform. Ze worden gevormd door 5 × 15–20 μm grote monofialiden of door vertakte conidioforen. Microconidia zijn afwezig. Chlamydosporen komen veel voor. Ze worden na drie tot vijf weken op een CLA-voedingsbodem gevormd. Hun afwezigheid is echter geen betrouwbaar kenmerk voor identificatie. Indien aanwezig, komen ze zowel in Schimmeldraden als in macroconidia voor en worden ze in ketens, hopen of afzonderlijk geproduceerd.